# 230e régiment d'infanterie
Le 230e régiment d'infanterie (230e RI) est un régiment d'infanterie de l'Armée de terre française constitué en 1914 avec les bataillons de réserve du 30e régiment d'infanterie. Il combat pendant la Première Guerre mondiale, à l'issue de laquelle il est dissous.
Il est recréé en 1939 comme demi-brigade alpine de forteresse, affecté à la ligne Maginot des Alpes. Cette unité est dissoute en 1940.

## Création et différentes dénominations
- 7 août 1914 : 230e régiment d'infanterie
- 16 avril 1919 : dissolution
- 25 août 1939 : 230e demi-brigade alpine de forteresse
- 31 juillet 1940 : dissolution

## Chefs de corps

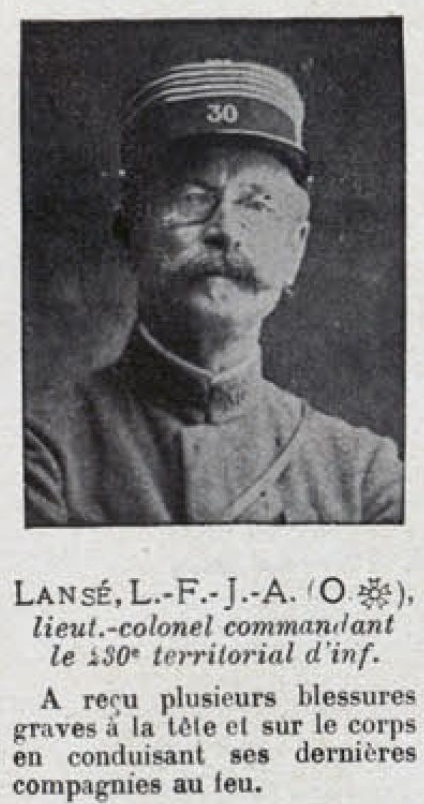
Portrait et texte de la citation du lieutenant-colonel Lansé dans les tableaux d'honneur de la Grande Guerre (l'indication territorial est une erreur).

- 1914 : lieutenant-colonel Lansé[1].
- 1914 : commandant Varaigne (intérim)[2].
- 1914 : lieutenant-colonel Orsat[1].
- 1916 : lieutenant-colonel Viotte[1].
- 1917 : lieutenant-colonel Lourdel[1].
- 1939 : colonel Lanoyerie[3],[4].

## Historique des garnisons, combats et batailles

### Première Guerre mondiale

#### Affectation
Le régiment est mobilisé à Annecy dans la 14e région militaire à partir du 7 août 1914. Constitué de deux bataillons (le 5e et le 6e), il est rattaché à la 148e brigade d'infanterie de la 74e division d'infanterie. 

#### 1914
Il embarque le 21 août 1914 à Chambéry par rejoindre par voie-ferrée la Lorraine. Il s'installe à Charmes et sur le sommet voisin du Haut-du-Mont. Le régiment participe à la victoire de la trouée de Charmes autour de Rozelieures puis de Gerbéviller. Il entre à Lunéville, reprise aux Allemands, le 12 septembre.

#### 1915
De mi-janvier à juin 1915, il tient le secteur Einville-Crion. Le 18-19 juin, le 6e bataillon vient soutenir le 50e BCP attaqué à Emberménil.
Le 20 juin, le régiment est engagé lors d'une offensive autour de Reillon, stoppée le 29 après quelques gains territoriaux mineurs. Il reste dans ce secteur, marqué par la guerre de tranchées, jusqu'en décembre 1915.

#### 1916
Après quelques semaines de repos, d'instruction et de travaux à l'arrière du front, le régiment rejoint en février la zone de Nomeny-Pont-à-Mousson. Le secteur se révèle calme. En juin 1916, le régiment est renforcé par un bataillon du 223e régiment d'infanterie et passe à trois bataillons (4e, 5e et 6e).
Il quitte ce secteur le 17 août pour rejoindre le front de Verdun 7 septembre. Il participe à la reprise des forts de Douaumont et de Vaux lancée le 24 octobre. Il réduit avec difficulté les nids de résistance allemands, notamment en allant vers le « boyau d'Altenkirchen », et le régiment est retiré du front après deux jours de combats où les gains territoriaux importants ont été payés à prix fort. Réorganisé, il rejoint en novembre le secteur des Éparges, plus calme.

#### 1917
En février 1917, le régiment rejoint la région de Verdun et s'installe dans le secteur des Chambrettes (Ornes), visé par une attaque allemande le 5 mars qui éprouve fortement le régiment mais ne parvient pas à percer la ligne française. De début avril au 7 juin, le régiment s'installe à Maisons-de-Champagne où un coup de main allemand bien mené (par les Sturmtruppen) anéanti le 5 mai 1917 la garnison d'un point d'appui.
Après un repos, il rejoint la zone de Berry-au-Bac entre la Miette et l'Aisne. Il repousse le 11 novembre 1917 un coup de main allemand semblable à celui de Maisons-de-Champagne.

#### 1918

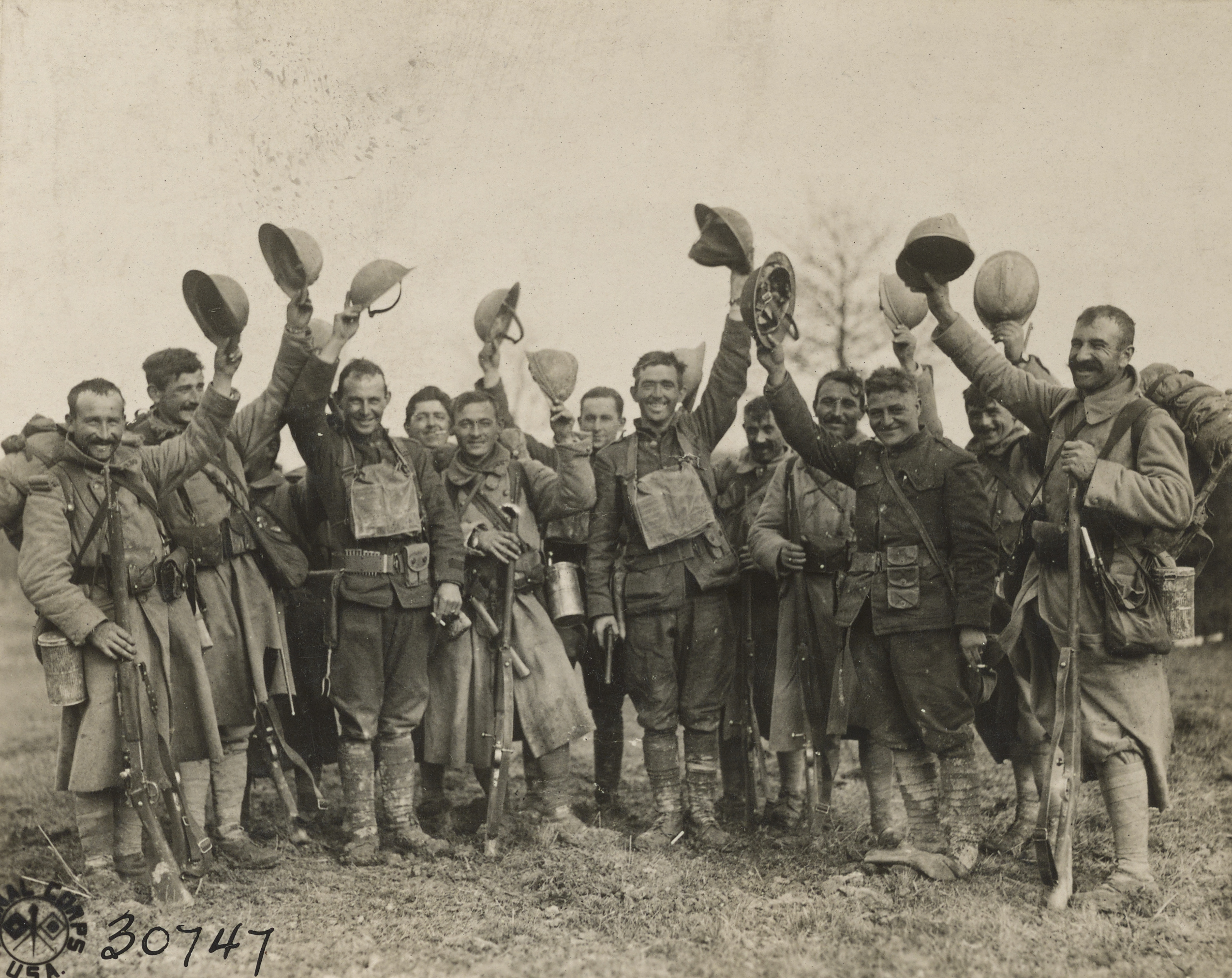
Les poilus du prennent contact avec les Américains de la d'infanterie, le 3 11 1918 à Boult-aux-Bois.

Il rejoint en février le secteur de la ferme du Godat,. Face aux coups de main allemand, le régiment apprend à échelonner ses tranchées pour pouvoir se replier face aux troupes d'assaut allemandes avant de contre-attaquer une fois l'effet de surprise passé. Mi-mai, le régiment rejoint la région de Soissons où il est en réserve.
L'attaque générale allemande lancée le 27 mai 1918 pousse le commandement à envoyer le régiment dans le secteur de Vregny-Nanteuil-la-Fosse

#### 1919
Mi-décembre 1918, le régiment entre en Alsace. En février 1919, il rejoint le camp d'Arches où ses soldats sont démobilisés. Le 230e RI est formellement dissous le 16 avril 1919.

### Seconde Guerre mondiale

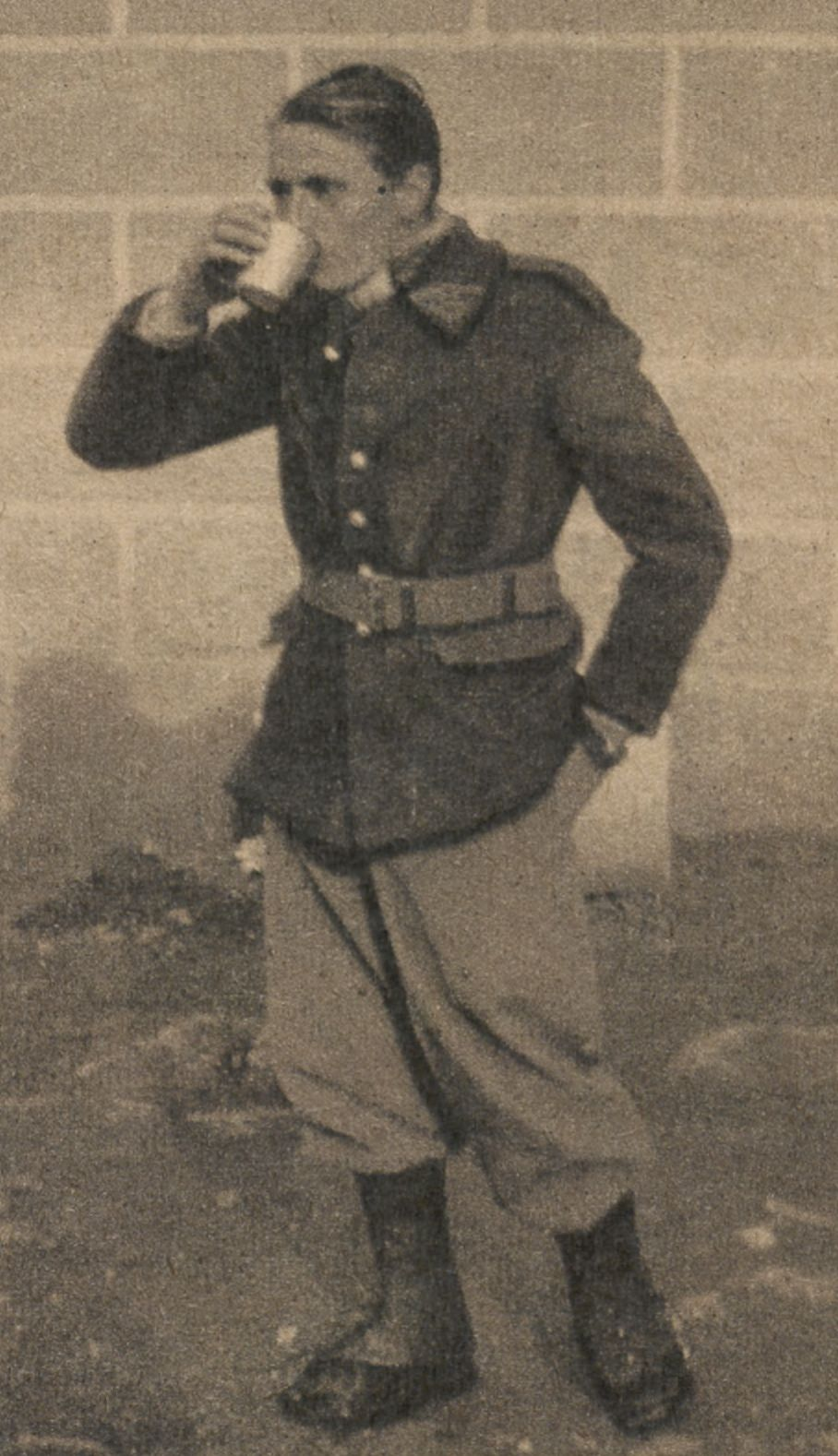
Le chasseur Émile Allais au de la, fin 1939.

Reprenant les traditions et le drapeau du 230e RI, la 230e demi-brigade alpine de forteresse (DBAF) est mobilisée le 25 août 1939 à Annecy par le CMI no 141 à partir d'un bataillon de réserve de la 5e demi-brigade de chasseurs alpins,. Il s'agit d'une unité de réserve de série B.
La mise sur pied d'une telle unité était prévue depuis 1935 sous le nom de 80e demi-brigade de chasseurs alpins.
Aux ordres du colonel Lanoyerie, la 230e DBAF appartient au secteur défensif du Rhône. Elle est composée de trois bataillons alpins de forteresse : le 179e BAF, le 189e BAF et le 199e BAF. Ce dernier devient rapidement le 199e bataillon de chasseurs de haute-montagne (199e BCHM).
Le 179e BAF (ou « bataillon de la Valserine ») est chargé de la défense du pays de Gex, le 189e (« bataillon des Dranses ») de celle du nord-est de la Haute-Savoie et le 199e (« bataillon de l'Arve ») de celle de la vallée de l'Arve.
Le 189e BAF est engagé le 19 juin 1940 pendant la bataille de la vallée du Rhône face à la 13e division motorisée allemande. La 3e compagnie s'installe au fort l'Écluse et le défend face aux Allemands jusqu'au 26 juin. La 230e demi-brigade est également repositionnée face aux Italiens après le début de leur offensive.
La demi-brigade est dissoute le 31 juillet et ses éléments non démobilisables rejoignent le bataillon de chasseurs de Haute-Savoie de l'Armée d'Armistice, futur 27e BCA.

## Drapeau

Représentation des inscriptions du drapeau du.

Il porte, cousues en lettres d'or dans ses plis, les inscriptions suivantes :
- Verdun 1916
- L'Aisne 1918
- Champagne 1918

## Décorations décernées au régiment
Sa cravate est décorée de la Croix de guerre 1914-1918 avec deux citations à l'ordre de l'armée (deux palmes),.
 Il a le droit au port de la Fourragère du ruban aux couleurs de la Croix de Guerre 1914-1918, à compter du 4 septembre 1918.

## Insigne
L'insigne de la 230e DBAF montre un voilier naviguant sur un lac, dans un hexagone. Il pourrait également s'agir de l'insigne du secteur défensif du Rhône.

## Personnages célèbres ayant servi au230eRI
- Camille Viotte, commandant le 230e RI en 1916 ;
- Marcel Pourchier, à la 230e DBAF (199e BCHM) en 1939 ;
- Émile Allais, à la 230e DBAF (199e BCHM) en 1939-1940.